# Feminicidios en Perú
Los feminicidios en Perú son un tipo de delito penal que sanciona la conducta de un hombre o una mujer que atente contra la vida de una mujer por ostentar dicha condición.
El feminicidio es la expresión más grave de violencia de género y se refiere al asesinato de una mujer por el hecho de ser mujer. Este crimen suele estar vinculado a contextos de violencia machista, discriminación estructural y relaciones de poder desiguales entre hombres y mujeres.
La violencia de género en Perú suele presentarse a una tasa superior a la de otros países. Entre 2018 y 2024, se han reportado 1,044 víctimas de feminicidio y 2,045 intentos de feminicidio llevados a cabo durante este periodo.

## Introducción
El feminicidio mayormente se da contra mujeres jóvenes por parte de varones. La mayor parte de feminicidios son por parte de sus cónyuges por celos, inseguridades, ajustes de cuenta entre otros. La ministra del Ministerio de la Mujer y Poblaciones Vulnerables mencionó que:

“Las cifras nos demuestran que nuestra sociedad aún está influida por el machismo, que impone ejercicio de poder por parte de los hombres sobre las mujeres. Esta concepción machista es la que justifica y reproduce la violencia familiar y sexual de la que somos testigos diariamente, y que constituyen un riesgo para el bienestar y la vida de las mujeres."
Ana María Mendieta Trefogli (junio 2018)
Ministerio de la Mujer y Poblaciones Vulnerables

En el Perú el feminicidio es un delito autónomo, en efecto, desde el año 2013, mediante la Ley 38068 se incorporó el artículo 108 del Código Penal nacional que sanciona incluso con cadena perpetua a las personas que matan a una mujer en determinados contextos.
En el delito de feminicidio la conducta visible (acción) es matar a una mujer, existiendo una relación de causalidad entre la conducta del sujeto activo y el resultado (extinción de la vida). Es un delito doloso porque existe comprensión y voluntad del autor, estando presente la intención de matar. El sujeto pasivo es la mujer que desde la perspectiva de género se encuentra en desigualdad con el varón y en una posición vulnerable en las relaciones de poder.
La norma ha señalado varios contextos que subsumen los escenarios más comunes en que se perpetran este tipo de delitos. La Defensoría del Pueblo propuso potenciar el sistema de alerta de desaparición, por Decreto Legislativo N° 1428, luego de encontrar inconvenientes aportados por el Fondo de Población de las Naciones Unidas.

## Estadística
Según el Instituto Nacional de Estadística e Informática de Perú a partir de una encuesta del 2014, 32.3 % de las mujeres peruanas fueron víctimas de violencia física por parte de un cónyuge o pareja, y 11.9 % de las mujeres lo experimentaron en los últimos 12 meses. La Defensoría del Pueblo del Perú, encargada de velar por los derechos humanos a nivel nacional, ha estimado que cada mes 10 mujeres son asesinadas por sus parejas.
Un estudio del 2015 de la misma institución reveló que de enero de 2009 a octubre de 2015, 795 feminicidios fueron cometidos, a pesar de que los tribunales solo emitieron 84 sentencias entre el 2012 y 2015. En 81 % de los casos de intentos de feminicidio ninguna medida fue tomada por parte de las autoridades para proteger a la sobreviviente, y 24 % de las mujeres quienes apelaron al sistema de justicia por ayuda fueron más tarde asesinadas por los mismos hombres que las habían intentado asesinar.
En el 2017, entre el enero y septiembre se reportaron 94 feminicidios, 5,707 agresiones sexuales y 21,000 agresiones físicas. De las 5,707 agresiones sexuales, 71.33 % de las víctimas eran niñas y adolescentes.

### 2018
Un estudio reciente sobre feminicidios en Perú, identificó dos factores de riesgo principales que aumentan la probabilidad de pasar de intento de feminicidio a feminicidio: violencia psicológica pasada y violencia premeditada. Entre los dos factores, el anterior tiene el valor estadístico más alto. Que una mujer haya reportado una agresión anterior no afectará la probabilidad de ser una víctima de feminicidio. El mismo estudio estimó los Años de Vida Perdidos debido a la mortalidad prematura causada por feminicidios. Esta estimación representó 16,567 años perdidos entre el 2011 y 2015. Este estudio utilizó los datos oficiales —2011-2015— del Ministerio de la Mujer y Poblaciones Vulnerables —Registro Administrativo de las Fichas de Feminicidio y Tentativa del MIMP—.

### 2019
El 2019, entre enero y noviembre, se han reportado 150 mujeres asesinadas, entre ellas se encuentran algunas extranjeras.

## Marco jurídico

### Violencia contra la mujer y el grupo familiar
- Ley n.° 30314 (26 de marzo de 2015) Ley para prevenir y sancionar el acoso sexual en espacios públicos
- Ley N.°30364 (22 de noviembre de 2015) “Ley para prevenir, sancionar y erradicar la violencia contra las mujeres y los integrantes del grupo familiar”
- Reglamento de la Ley N.° 30364 – Decreto Supremo N.° 009-2016-MIMP[13]
- Ley N° 30403 (29 de diciembre de 2015). Ley que prohíbe el uso del castigo físico y humillante contra los niños, niñas y adolescentes[14]
- Ley N° 28983 (12 de marzo de 2007) Ley de igualdad de oportunidades entre mujeres y hombres
- Ley N.°1386 decreto legislativo que modifica la Ley N.° 30364[15]
- Ley N.° 30862 (24 de octubre de 2018), que fortalece diversas normas para prevenir, sancionar y erradicar la violencia contra las mujeres y los integrantes del grupo familiar
- D.S. N° 004-2019-MIMP Decreto Supremo que modifica el Reglamento de la Ley N.° 30364[16]

### Feminicidio
- Ley N° 30068 (25 de junio de 2013); Ley que incorpora el artículo 108-B al Código Penal y modifica los artículos 107, 46-B y 46-C del Código Penal, y el artículo 46 del Código de Ejecución Penal con la finalidad de prevenir, sancionar y erradicar el feminicidio.[17]
- Decreto Legislativo 1323 (5 de enero de 2017)[18] "Decreto legislativo que fortalece la lucha contra el feminicidio, la violencia familiar y la violencia de género".